# Донских, Виктор Васильевич
Ви́ктор Васи́льевич Донски́х (8 июля 1935, Краснодон, Сталинская область — 4 октября 2022, Липецк) — советский партийный и государственный деятель, Герой Социалистического Труда (1973).
Первый секретарь Липецкого областного комитета КПСС (1989—1991), председатель Липецкого областного Совета народных депутатов (1990—1991), депутат Верховного Совета РСФСР, народный депутат РСФСР (1991—1993).

## Биография
В. В. Донских родился 8 июля 1935 года в Краснодоне Донецкой области. В 1958 окончил Воронежский сельскохозяйственный институт.
В 1958—1961 работал на ремонтно-технической станции в Становлянском районе Липецкой области, в 1961—1965 — в Волынском и Задонском объединениях «Сельхозтехники». В 1965—1966 — начальник Добринского районного управления сельского хозяйства, в 1966—1970 — Председатель Добринского райисполкома, в 1970—1978 — Первый секретарь Добринского районного комитета КПСС. В 1973 году В. В. Донских было присвоено звание Героя Социалистического Труда.
В 1978—1980 В. В. Донских работает секретарём Липецкого областного комитета КПСС, в 1980—1989 — председателем Липецкого облисполкома. В сентябре 1989 В. В. Донских избран первым секретарём Липецкого обкома КПСС, а в апреле 1990 — Председателем Липецкого областного Совета народных депутатов (с этого времени — юридически и фактически высшая должность в области). Эти посты В. В. Донских занимал до августа 1991 года. Липецкий облсовет оказался в числе немногих региональных органов власти, поддержавших ГКЧП во время августовских событий 1991 года в Москве. После поражения ГКЧП В. В. Донских ушёл в отставку с поста председателя областного Совета (пост первого секретаря обкома он оставил 14 августа того же года).
С 1991 по 2001 год Донских возглавлял ТОО «Сенцовское», преобразованное в 1993 году в ОАО «Липецкагроснабсервис».
В. В. Донских неоднократно избирался депутатом Верховного Совета РСФСР, Липецких областного и городского Советов, народным депутатом РСФСР. В 1990—1991 — член ЦК КПСС.
Скончался в октябре 2022 года.
В. В. Донских был удостоен званий «Заслуженный работник сельского хозяйства РСФСР», «Заслуженный механизатор РСФСР». В 2005 году он был избран почётным гражданином Липецкой области.
6 апреля 2009 года сын В. В. Донских — Олег Викторович Донских назначен руководителем департамента правового обеспечения министерства сельского хозяйства Российской Федерации. С 17 апреля 2012 года в федеральном розыске.

## Награды
- Герой Социалистического Труда
- Орден Ленина
- Орден Трудового Красного Знамени (дважды)

## Источник
- Донских Виктор Васильевич // Герои Липецкой земли / сост. Л. И. Винников, А. С. Гончаров. — Воронеж: Центр.- Чернозем. кн. изд — во, 1989. — С. 71—72.
- Донских Виктор Васильевич / Б. Шальнев // Липецкая энциклопедия. — Липецк, 1999. — Т. 1. Ф-Ё. — С. 354.